# Stephenson 2-18
Stephenson 2-18 (také známá jako Stephenson 2 DFK 1 nebo RSGC2-18) je hvězda typu červený veleobr (RSG) nebo možný extrémní červený hyperobr (RHG). Nachází se v souhvězdí Štítu a pravděpodobně je součástí hvězdokupy Stephenson 2, ačkoliv její členství v této hvězdokupě je sporné. Stephenson 2-18 je považována za největší známou hvězdu s odhadovaným poloměrem přibližně 2 150 násobku poloměru Slunce, což odpovídá 10 astronomickým jednotkám.

## Vlastnosti
Stephenson 2-18 je červený veleobr se spektrálním typem M6, což odpovídá její velmi nízké teplotě přibližně 3 200 K. Tato teplota je nižší než u většiny jiných červených veleobrů a naznačuje její pokročilé evoluční stádium. Hvězda má extrémně vysokou svítivost kolem 630 000 násobku svítivosti Slunce.
Stephenson 2-18 má výrazný infračervený přebytek, což naznačuje intenzivní ztrátu hmoty. Rychlost této ztráty se odhaduje na přibližně 1,35 × 10⁻⁵ sluneční hmotností ročně.

### Velikost a hmotnost
Stephenson 2-18 má odhadovaný poloměr přibližně 2 150 R☉, což odpovídá 10 astronomickým jednotkám, a objemově by zaplnila prostor odpovídající více než 10 miliardám Sluncí. Přesná hmotnost hvězdy není známa, ale podobné červené veleobry mají obvykle hmotnost kolem 25–40 slunečních hmotností.

## Členství v hvězdokupě
Stephenson 2-18 se nachází v blízkosti jádra hvězdokupy Stephenson 2, která obsahuje mnoho červených veleobrů. Nicméně její radiální rychlost se liší od ostatních členů hvězdokupy, což zpochybňuje její členství. Někteří astronomové uvádějí, že Stephenson 2-18 je samostatný červený veleobr, který se do oblasti hvězdokupy pouze promítá.

## Evoluce a osud
Stephenson 2-18 představuje pokročilé stádium vývoje masivní hvězdy. Díky své extrémní velikosti a pokročilé fázi vývoje se očekává, že se v budoucnu stane Wolfovou–Rayetovou hvězdou nebo modrou svítivou proměnnou (LBV). Tyto hvězdy jsou známé výraznými ztrátami hmoty a obrovskými výkyvy jasnosti.

## Zajímavosti
Stephenson 2-18 je jednou z největších známých hvězd a její velikost přibližně odpovídá vzdálenosti Země od Saturnu. Díky této obrovské velikosti a hmotě je považována za jeden z nejlepších příkladů hvězd, které dosáhly hranice svých fyzikálních možností.